# محمد الفاضل بن عاشور
محمد الفاضل بن عاشور (عربی: محمد الفاضل بن عاشور؛ زاده: ۱۶ اکتبر ۱۹۰۹ – درگذشته: ۲۰ آوریل ۱۹۷۰) متخصص الهیات، نویسنده، و سندیکاچی اهل تونس بود. وی یکی از مهم‌ترین دانشمندان دینی است که تونس تا قرن بیستم به خود دیده بود.

## زندگی‌نامه

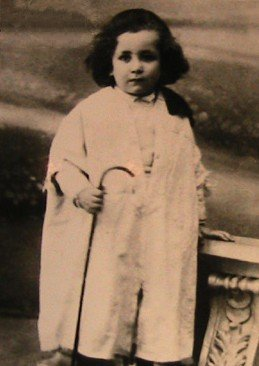
کودکی محمد الفاضل بن عاشور

او در یک خانه مذهبی و علمی بزرگ شد. پدرش محمد الطاهر بن عاشور یکی از محققان برجسته در تونس بود. او در سن سه سالگی حفظ کردن قرآن را شروع کرد و تا نه سالگی به اتمام رساند و بدنبال آن برخی نوشتجات مربوط به نحو را خواند و زبان فرانسوی را نیز توسط معلمان خصوصی فرا گرفت. در سال ۱۹۲۲ اصول بررسی کردن و توحید و فقه و دستور زبان را مطالعه کرد و سپس به دانشگاه زیتونه رفت و در سال ۱۹۲۸ میلادی گواهینامه اقتباس کردن را اخذ کرد.

## مناصب
شیخ محمد فاضل بن عاشور در سال ۱۹۳۲ تدریس در دانشگاه زیتونه را به دست گرفت و مدارج مدرسان زیتونه را طی کرد تا زمانی که به مدرسان تراز اول ارتقاء یافت. در سال ۱۹۶۱ و پس از استقلال تونس ریاست دانشکده شریعت و اصول دین در دانشگاه زیتونه به وی اعطا شد و تا مرگ وی در این سمت باقی ماند. وی همچنین مقامات قضایی، از جمله دادگاه عالی و پست مفتی جمهوری تونس را در دست داشت.

## در میان ناسیونالیزیم و ملی‌گرائی

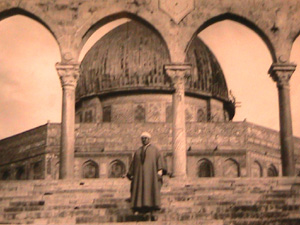

شیخ محمد، یکی از واعظان شناخته شده بود. فعالیت‌های وی به‌طور خاص در دهه ۱۹۴۰ در حمایت از مسئله فلسطین و سازماندهی مراسم برای جشن ایجاد اتحادیه کشورهای عربی بارز شد. این فعالیت‌ها برای او در محیط دانشگاه زیتونه و در عرصه ملی احترام و تقدیر ایجاد کرد. هنگامی که در ۲۰ ژانویه ۱۹۴۶ اتحادیه عمومی کار در تونس تأسیس شد و او به ریاست آن منصوب شد، کما اینکه به عضویت دفتر سیاسی حزب قانون اساسی (مشروطه) آزاد گمارده شده. اما به دلیل ترس از تأثیر شدید او در این موقعیت باقی نماند و سریعاً از آن حذف شد.

## فعالیت‌های علمی

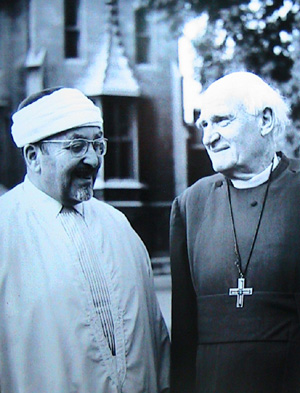
محمد الفاضل همراه با یک روحانی مسیحی

شیخ محمد انجمن خلدونیه را تأسیس کرد و از طریق تأسیس مؤسسه حقوق و فلسفه عرب، خواستار ارتقاء آموزش در تونس بود او برای سمت دادن دانشجویان تونسی به مشرق عربی نیز تلاش کرد.
شیخ محمد برای انجام مأموریت‌های علمی به خارج از تونس سفر کرد و در تعدادی از دانشگاه‌های خارجی، از جمله دانشگاه سوربن پاریس، دانشگاه استانبول در ترکیه، دانشگاه علیکره در هند و دانشگاه کویت سخنرانی کرد. او همچنین از چندین کشور از جمله الجزایر، مصر، سوریه، لبنان، ایتالیا، سوئیس، مراکش، لیبی، آلمان، اتریش، یونان، یوگسلاوی سابق و بلغارستان و … بازدید کرد.
از جمله مهم‌ترین کنفرانس‌هایی که وی شرکت کرد کنفرانس شرق شناسان در پاریس بود، او همچنین عضو کمیته زبان‌شناسی قاهره، لیگ جهانی اسلامی در مکه و گزارشگر آکادمی علمی عربی در دمشق و آکادمی تحقیقات اسلامی در مصر و دانشگاه اسلامی مدینه منوره بود.

## تألیفات
- جنبش ادبی و فکری در تونس۱۹۸۳
- رنسانس ادبیات در تونس ۱۹۶۰
- تفسیر رسانه‌ها ۱۹۷۰
- اصطلاح فقه در مذهب مالکی
- شاخص‌های تفکر اسلامی در تاریخ مغرب
- تفسیر و مردان آن